# Siamaphodius naafon
Siamaphodius naafon är en skalbaggsart som beskrevs av Masumoto 1991. Siamaphodius naafon ingår i släktet Siamaphodius och familjen Aphodiidae. Inga underarter finns listade i Catalogue of Life.